# Vuelo 9642 de Luxair
El vuelo 9642 de Luxair fue un vuelo internacional de pasajeros desde el Aeropuerto de Berlín-Tempelhof, Alemania, hacia el Aeropuerto de Luxemburgo-Findel, Luxemburgo. El 6 de noviembre de 2002, el Fokker 50 que operaba el vuelo, perdió el control y se estrelló en un campo durante una maniobra de aproximación fallida en Luxemburgo. De los 22 pasajeros y miembros de la tripulación a bordo, solo dos personas sobrevivieron. Este es el accidente aéreo más mortal que haya sucedido en Luxemburgo.

## Aeronave y tripulación

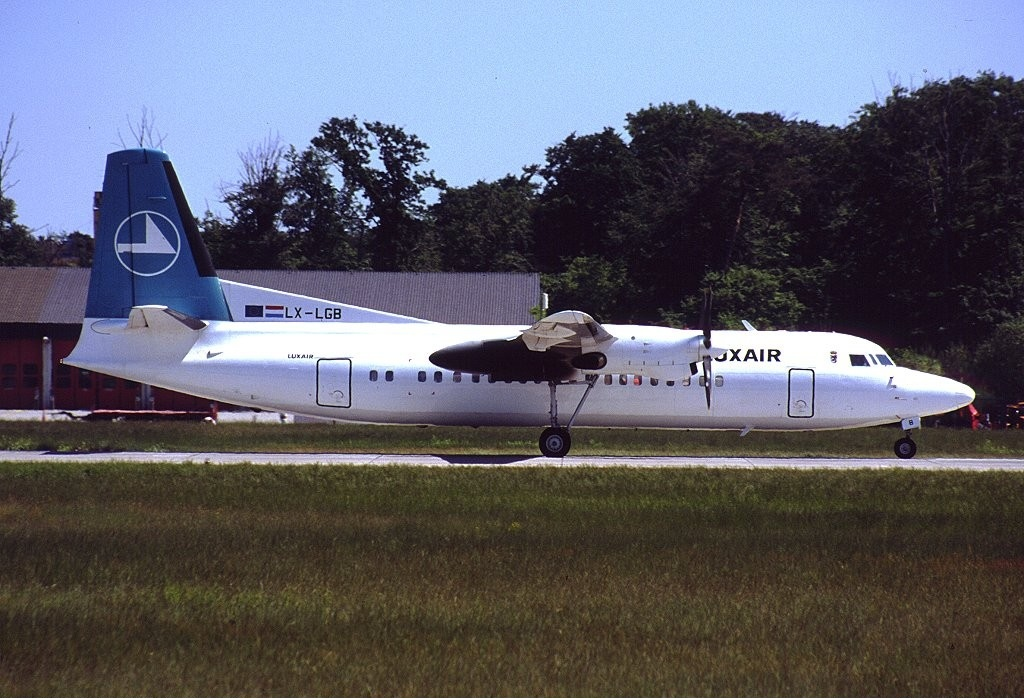
La aeronave involucrada en el accidente durante el año 2000

La aeronave involucrada en el accidente era un Fokker 50 de 11 años y 4 meses de antigüedad, fabricado originalmente en 1991 con número de serie 20221. La aeronave había sido entregada a Luxair ese mismo año con matrícula LX-LGB. La aeronave, con sus dos motores turbohélice Pratt & Whitney PW125B y dos hélices de la marca Dowty, había acumulado un total de 24 068 ciclos de vuelo. Según Luxair, el mantenimiento del Fokker 50 había sido realizado correctamente y la última revisión se había realizado el 4 de mayo de ese mismo año. El manual de mantenimiento indicaba que el último defecto que poseía el Fokker 50 involucrado en el accidente era un sistema antideslizamiento inoperativo en las palancas de potencia, el cual había sido reparado el 5 de noviembre, un día antes del accidente.
El capitán era Claude Poeckes de 26 años, tenía una experiencia total de vuelo de 4242 horas de vuelo y 2864 horas en el Fokker 50.
El primer oficial era John Arendt, de 32 años. Tenía un total de 1.156 horas de vuelo y 443 horas en el Fokker 50.

## Pasajeros

Plano de asientos del Vuelo 9642, el azul es donde se encontró a los pilotos, el verde son los sobrevivientes, el rojo son los fallecidos.

La mayoría de los pasajeros eran altos funcionarios de varias empresas alemanas. 17 personas resultaron fallecidas en el lugar del accidente y 5 sobrevivieron, tres de los cuales fallecieron en posteriormente en el hospital. 
Durante la noche del accidente, se encontraron 18 de los 20 cuerpos fallecidos, con dos que seguirían desaparecidos. Se creía que los cuerpos estaban enterrados bajo el fuselaje quemado de los restos. Los equipos de rescate y bomberos locales usaron maquinaria pesada y una grúa para desenredar y levantar los restos carbonizados. Entre los pasajeros que fallecieron se encontraba el artista Michel Majerus.
| Nacionalidad         | Pasajeros | Pasajeros | Pilotos  | Pilotos | Cantidad | Cantidad |
| Nacionalidad         | Cantidad  | Muertos   | Cantidad | Muertos | Total    | Muertos  |
| -------------------- | --------- | --------- | -------- | ------- | -------- | -------- |
| Francia              | 2         | 1         | 0        | 0       | 2        | 1        |
| Alemania             | 15        | 15        | 0        | 0       | 15       | 15       |
| Luxemburgo           | 2         | 2         | 3        | 2       | 5        | 4        |
| Cantidad total final | 19        | 18        | 3        | 2       | 22       | 20       |

## Accidente
El vuelo 9642 despegó a las 07:40 a.m. hora local con 19 pasajeros y 3 miembros de la tripulación a bordo desde el aeropuerto de Berlín-Tempelhof con destino al Aeropuerto de Luxemburgo Findel.
Mientras el Fokker 50 volaba a su altitud de crucero, alrededor de las 08:55 a.m. los pilotos solicitaron el Servicio Automático de Información de Terminal (ATIS) para obtener información meteorológica en Luxemburgo. Los pilotos fueron informados que el alcance visual de la pista era de 275 metros (902 pies), menor que la cantidad mínima de 300 metros (980 pies) que requería el Fokker 50 antes de aterrizar. La visibilidad en el área se había deteriorado debido a la presencia de una densa niebla. Con tan baja visibilidad, la tripulación se dio cuenta de que habría demoras para el aterrizaje por otros vuelos en el área. Tenían que esperar hasta que las condiciones meteorológicas comenzaran a mejorar entrando en un patrón de espera o ser desviados a un aeropuerto alternativo.
Los pilotos ya impacientes por aterrizar, decidieron continuar el vuelo hacia Luxemburgo como se estaba previsto. Después de varios minutos, la tripulación volvió a comprobar la información del ATIS y descubrieron que la visibilidad no había cambiado. Después, los pilotos debatieron las posibles estrategias para un aterrizaje en condiciones climáticas adversas, pero no llegaron a tomar ninguna decisión al respecto, provocando que no se llevara a cabo la lista de comprobación de aproximación.
Mientras el primer oficial Arendt informaba a los pasajeros, el capitán Poeckes intentó ponerse en contacto con los funcionarios de Luxair para saber si el tiempo había mejorado, ya que un avión de Cargolux que estaba por despegar podría haber despejado parte de la niebla de la zona. Pero las condiciones climáticas no mejoraron, el aeropuerto todavía estaba cubierto por una densa niebla. Debido a la constante condición de niebla, se le indicó a los pilotos que entrara en el VOR Diekrich, el patrón de espera del aeropuerto Findel. El copiloto Arendt anunció entonces a los pasajeros que el vuelo entraría primero en un patrón de espera y que esperarían hasta que las condiciones climáticas comenzara a mejorar.
Mientras se dirigían hacia el patrón de espera, el controlador de tráfico aéreo de repente se comunicó con los pilotos  y les ordenó que descendieran a 3.000 pies (910 m) y cambiaran su rumbo. El primer oficial Arendt se sintió inicialmente confundido por la transmisión y le preguntó al capitán Poeckes: "¿Eso es para nosotros?", a lo que el capitán respondió "sí". La tripulación aceptó la instrucción, pero el primer oficial Arendt todavía estaba sorprendido por la transmisión, ya que se le podía escuchar decir "¿Qué clase de mierda es esa?"

### Aproximación final
Los pilotos confundidos por las razones del descenso que había solicitado el controlador y asustados que les hubieran pedido que se prepararan para una aproximación, comprobaron repetidamente el valor RVR (Runway Visual Range) con Luxair Dispatch, pero las condiciones meteorológicas en el aeropuerto de Findel seguían estando por debajo del valor mínimo para el aterrizaje. Al principio no estaban seguros de si el controlador había enviado esa transmisión para esperar o para iniciar con la  aproximación al aeropuerto. 

Capitán: ¿Cual es el RVR en estos momentos?

Despacho de Luxair	: Ehhhhh, 275
Capitán: 275 metros ¿qué hacemos ahora?
Copiloto:	No lo sé

Copiloto: Sí, ¿qué hacen con nosotros entonces? ¿Es el patrón de espera o es una aproximación al aeropuerto?

Posteriormente, el controlador de tráfico aéreo se comunicó nuevamente con la tripulación que despejó la confusión. El controlador pidió específicamente al vuelo 9642 que realizara la aproximación final al aeropuerto de Findel. Los pilotos comenzaron a sentirse incómodos ya que las condiciones meteorológicas no habían cumplido con los criterios mínimos para un aterrizaje. Mientras tanto, el ATC no sabía sobre la información RVR requerida ya que los pilotos no les había informado al ATC sobre la información que sobre el RVR. A pesar de estar completamente desorientados, la tripulación aceptó la solicitud del controlador de todos modos y comenzaron a realizar el procedimiento final a su aeronave según las instrucciones del controlador. Después de las instrucciones del controlador, los pilotos se ahora se dieron cuenta de que habían sido elegidos como el primer avión que aterrizaría en el aeropuerto Findel, lo que aumentó la presión para lograr aterrizar perfectamente. Después de la transmisión, la tripulación preparó frenéticamente su aeronave para el aterrizaje.: 55 

Capitán: ¡Oh por Dios, nos traen antes que a todos los demás!

Copiloto: ¡Seremos los primeros en aterrizar!
¿Debemos abrocharnos los cinturones de seguridad?

Capitán: Sí, sí. No sería mala idea.

El vuelo finalmente se estabilizó a 3.000 pies (910 m) y se estaba aproximando a la radiobaliza E.L.U, el punto para la aproximación final. Durante la aproximación a la radiobaliza, el vuelo comenzó  a volverse inestable:

Capitán: No creo que lo logremos.... iniciaremos maniobra de aproximación fallida si no mejora el clima

Después de atrapar con éxito el ILS del aeropuerto, la tripulación revisó el RVR nuevamente, solo para ser informados que el clima había empeorado. El RVR había bajado a 250 metros (820 pies). Con los mínimos ahora claramente demasiado bajos, la tripulación finalmente le dijo al ATC que necesitarían un RVR de 300 metros (980 pies) para un aterrizaje.
Después de completar rápidamente la lista de verificación de aterrizaje, la aeronave finalmente llegó a la radiobaliza E.L.U. Revisaron el RVR nuevamente y el informe no indicó ninguna mejora. El capitán Poeckes le dijo entonces al primer oficial Arendt que ejecutarían una aproximación frustrada, pero la aeronave continuó hacia Findel. El primer oficial Arendt siguió revisando la lista de verificación de aproximación y luego puso el tope de ralentí en tierra en la posición de apagado, ya que era la última acción que la tripulación debía realizar en la lista de verificación, pero el capitán no estaba satisfecho con las condiciones climáticas:

Capitán: Ok... No lo vamos a lograr, maniobra de aproximación fallida 

ATC: Luxair 9642, el RVR mejoro a 300m.
Capitán: Cancela la maniobra. Sigue con la aproximación 

Copiloto: Afirmativo señor

### Impacto
Luego, el Fokker 50 volaba demasiado alto que la senda de planeo. Para reducir su altitud más rápido, el capitán Poeckes informó que intentaría reducir la palanca de potencia a ralentí de vuelo, alegando que al hacerlo, el avión descendería rápidamente a la altitud requerida. Sin embargo, el primer oficial Arendt expresó su preocupación y le dijo al capitán Poeckes que tal acción no sería suficiente para reducir la velocidad del avión.
El primer oficial Arendt informó al ATC que continuarían con la aproximación a Findel. El vuelo 9642 finalmente recibió autorización para aterrizar y la tripulación extendió el tren de aterrizaje.

Copiloto: Autorizado para aterrizar, nueve seis cuatro dos

Sonido en la cabina: *alguien baja la potencia*

Copiloto: Esto será más bien...
Sonido externo: *Las hélices aceleran peligrosamente* 
Sonido en la cabina: *Alguien mueve las palancas de potencia al pasar por la posición de ralentí*

Capitán:	¿Qué es eso?

Después de desplegar el tren de aterrizaje, la velocidad de la hélice comenzó a aumentar peligrosamente, sorprendiendo a los pilotos debido al fuerte ruido. La velocidad y la altitud del avión comenzaron a caer. Los pilotos se dieron cuenta de que el empuje inverso se había desplegado en pleno vuelo e intentaron recuperar la aeronave. En un intento por recuperar la velocidad, el primer oficial Arendt retrajo inmediatamente los flaps y el capitán Poeckes movió la palanca de empuje completamente hacia adelante. Sin embargo, el avión continuó cayendo en picada hacia el suelo.
Como último recurso, los pilotos apagaron ambos motores, pero eso no detuvo el rápido descenso del avión. Ante el inminente impacto, los pilotos intentaron hacer la mayor cantidad posible de maniobras en el aire para evitar un impacto destructivo.

Copiloto: Vaya, eso estuvo cerca!

Sonido externo: *Sonido fuerte de los motores*
Capitán: Oh, mierda!
Copiloto: *Respiración agitada*
Sonido externo:	*Sonido fuerte de los motores *
ATC: Listo para el próximo en aterrizar, Mike Kilo Alpha uno dos tres
Alarma: *Doble timbre* ¡¡SINK RATE, PULL UP!!
Alarma: ¡¡TERRAIN, TERRAIN, PULL UP!!
- Fin de la grabación*

El Fokker 50 se estrelló contra el terreno mientras cruzaba la Route Nationale 1 y rozó la carretera con su ala izquierda. Luego se desplazó y chocó contra un terraplén, lo que provocó importantes daños en la estructura. El avión rebotó y las dos ruedas y las hélices se desprendieron de los restos. La cola de la aeronave y parte del ala derecha se desprendieron. El fuselaje trasero se desprendió y quedó esparcido sobre su lado derecho. El avión finalmente se detuvo 25 metros (82 pies; 27 yardas) después del impacto. Poco después de detenerse, el Fokker 50 se incendio en la parte central del fuselaje aplastado. Solo dos personas sobrevivieron.: 22–24 

## Búsqueda y rescate

La sección de la cabina no se vio afectada significativamente por el incendio posterior al accidente, lo que permitió que el capitán Poeckes sobreviviera.

El vuelo 9642 dejó sin comunicación repentinamente al aeropuerto de Findel. Su señal había desaparecido del radar del controlador de tráfico aéreo, el controlador intento contactar al vuelo 9624 pero como no hubo respuesta, los servicios de emergencia del aeropuerto fueron alertados de un posible accidente en las cercanías del aeropuerto. Una llamada telefónica de un testigo finalmente confirmó que el avión se había estrellado cerca del aeropuerto. Mientras tanto, en el lugar del accidente, el taxista Guillaume Wainachter fue el primero en llegar al lugar del choque. Intentó salvar a los pasajeros en el fuselaje mientras se escuchaban los lamentos de los sobrevivientes dentro de los restos. Mientras intentaba salvar a los sobrevivientes, escuchó un ruido que provenía dentro del fuselaje y de inmediato, el vuelo 9642 se incendió en cuestión de segundos.
Se descubrió inmediatamente que el avión se había estrellado en un campo a 700 metros (2300 pies; 770 yardas) al norte de la línea central de la pista. Los restos se encontraban entre el pueblo de Niederanven y Roodt-Syr. Los servicios de rescate encontraron que varios pasajeros que habían sido expulsados hacia afuera del fuselaje mientras la aeronave se desplazaba por el choque. Uno de los supervivientes había sido expulsado del avión durante el accidente y fue encontrado a poco metros de los restos del fuselaje. Tres supervivientes fueron extraídos con vida del fuselaje e inmediatamente trasladados al hospital, todos los cuales fallecieron más tarde a causa de sus heridas. El capitán Poeckes fue encontrado atrapado dentro de la cabina, pero sobrevivió ya que la cabina no se incendió. Los rescatistas tuvieron que cortar el fuselaje y abrir un agujero para sacarlo de los restos.: 25–26 
Según los residentes cerca del lugar del accidente, la niebla era tan espesa que algunos de los residentes no se percataron del accidente. La mayoría de ellos afirmaron no haber visto ni oído nada cuando se produjo el accidente y solo se dieron cuenta de que algo había sucedido cuando llegaron las ambulancias y los servicios de emergencia al lugar del accidente.
Debido al accidente, el aeropuerto de Findel estuvo cerrado durante más de tres horas y varios vuelos tuvieron que ser desviados a Alemania y Bélgica.
Tras el accidente, se alerto a un hospital de Bélgica y se envió a 300 agentes de la policía al lugar del choque. El Gobierno de Luxemburgo solicitó apoyo adicional al Gobierno de Bélgica, el gobierno belgico envió tres helicópteros al lugar del accidente y puso a disposición de los bomberos y rescatistas un hospital militar.
El primer ministro de Luxemburgo, Jean-Claude Juncker, llegó al lugar del accidente horas después  del choque, junto con el ministro del Interior luxemburgués, Michel Wolter, el ministro de Transporte, Henri Grethen, y la Gran Duquesa de Luxemburgo, María Teresa. El primer ministro finalmente convocó una reunión de emergencia para investigar el accidente. El Ministro de Transporte alemán, Manfred Stolpe, visitó el país para reunirse con funcionarios en relación con el accidente del vuelo 9642.
Las familias de los fallecidos fueron llevados a una morgue especial para reconocer a sus seres queridos. El gobierno de Luxemburgo proporcionó asesoramiento y apoyo psicológico a los familiares afectados. Se ordenó que las banderas estatales ondearan a media asta en todo el país hasta el 10 de noviembre. Se celebró una ceremonia el 7 de noviembre, seguida de otra que se celebró el 10 de noviembre en la catedral de Notre Dame en honor a los fallecidos.

## Investigación
La investigación estuvo a cargo de la Administración de Investigaciones Técnicas de Luxemburgo (AET). Al inicio, los investigadores no pudieron encontrar las posibles causas del accidente. Aunque los investigadores notaron que el Aeropuerto de Luxemburgo Findel había sido cubierto por una niebla densa. Los residentes de Niederanven, que se encontraba cerca del aeropuerto, afirmaron que la niebla en el momento del accidente era muy espesa, tanto que los residentes de los alrededores no se dieron cuenta de que el Fokker 50 se había estrellado, a pesar de que Niederanven estaba muy cerca del lugar del accidente.
El manual de mantenimiento de la aeronave no tenía ningún registro que hubiera alguna falla dentro del Fokker 50. El avión había sido inspeccionado por un equipo de mantenimiento la noche anterior al accidente. El único defecto recurrente que tenía el vuelo 9642 era un sistema anti-deslizamiento inoperante, que fue reparado un día antes del accidente.

### Falta de capacitación de la tripulación
Al escuchar la grabadora de vuelo, los investigadores descubrieron una serie de patrones de errores por parte de la tripulación que contribuyó al accidente. 
A las 07:53 hora local, los pilotos establecieron el primer contacto con el controlador de aproximación. Mientras se aproximaban al Aeropuerto de Luxemburgo Fidel, los pilotos habían solicitado información sobre la visibilidad en el aeropuerto, a lo que el controlador respondió con los datos disponibles del RVR. Los pilotos se habían desorientado por el descubrimiento de no tener la visibilidad mínima, ya que está misma estaba por debajo del valor mínimo para el Fokker 50, y decidieron esperar dentro del patrón de espera al que se les asignó hasta que el clima comenzara a mejorar. Esta información crucial sobre la visibilidad mínima no fue transmitida al controlador de tráfico aéreo y provocó que este considerara que los pilotos eran capaces de realizar una aproximación independientemente con el valor del RVR. Entre la confusión, los pilotos pensaron que iban a pasar un lapso largo de tiempo antes de que pudieran tener autorización para aterrizar y, por lo tanto, no realizaron la lista de verificación para el aterrizaje.: 52–55 
Mientras el vuelo 9642 se aproximaba al patrón de espera, el controlador se dio cuenta de que el patrón de espera estaba casi lleno, ya que habían otros tres vuelos de Luxair en él. El controlador queriendo despejar el patrón de espera, pidió a uno de los vuelos que realizara una aproximación final de inmediato. Casualmente, el vuelo 9642 era el más adecuado para tal "decisión", ya que aún no habían alcanzado el área donde se ubicaba el patrón de espera y al pedirle a los pilotos que realizaran una aproximación final habría menos demoras para el otro avión. El controlador entonces ordenó a la tripulación que comenzara a ejecutar la aproximación final al aeropuerto Findel.: 53, 59–60 
Después de un poco de confusión y otra confirmación del controlador, los pilotos, que no estaban preparados, se quedaron unos minutos analizando la situación. Al principio estaban seguros de que iban a esperar dentro del patrón de espera, pero la repentina transmisión del controlador redujo efectivamente el tiempo que les quedaba hasta el aterrizaje. Revisaron rápidamente su lista de verificación y rápidamente informaron sobre la aproximación final, durante la cual accidentalmente se saltaron algunos de los pasos del procedimiento debido a la limitación de tiempo que tenían y la rápida aproximación al aeropuerto.: 55–56 
Sintiéndose inseguro por la aproximación inestable a, el capitán Poeckes le dijo al primer oficial Arendt que harían una maniobra de aproximación fallida si el RVR seguía estando por debajo de los mínimos de seguridad del Fokker 50. Sin embargo, el primer oficial Arendt decidió ignorarlo y continuó con la lista de verificación de aproximación, esto para los investigadores fue un indicio de un posible error del piloto debido a la falta de preparación para la aproximación. El capitán Poeckes finalmente se dio cuenta de lo inestable que era la aproximación, e inició la maniobra de aproximación fallida, pero después de que el informe RVR se actualizó y se le informará que el clima había alcanzado el mínimo exacto para un aterrizaje instrumental, inmediatamente el capitán cambió de opinión y decidió continuar con la aproximación final.: 55–56 
La repentina decisión de los pilotos de continuar la aproximación tuvieron que iniciar un procedimiento tarde para agarrar inmediatamente la senda de planeo, ya que el avión se había nivelado a 3000 pies y habían sobrevolado el punto de aproximación final del aeropuerto, el punto exacto donde los pilotos debían comenzar a descender para la aproximación final. No se conocía ningún procedimiento para que los pilotos agarrarán la senda de planeo después de pasar el punto de aproximación final. Esto tendría que obligar a los pilotos a haber realizado la maniobra de aproximación fallida, pero en lugar de eso se concentraron en aterrizar en el aeropuerto de Findel lo más rápido posible.: 56–57 
Sabiendo que estaban demasiado alto de la senda de planeo, el capitán Poeckes redujo la velocidad del motor. Ansioso por capturar rápidamente la senda de planeo, decidió improvisar, utilizando una habilidad que había aprendido previamente.: 57 

### Activación del modo BETA-TIERRA
Los investigadores descubrieron que para alcanzar la velocidad deseada, el capitán Poeckes intentó hacer que los motores entraran en el rango de BETA-TIERRA este modo solo se activa cuando la aeronave esta en el proceso de taxeo en la pista, no en el aire. Al hacerlo, la velocidad aerodinámica disminuiría aún más y, según lo que Poeckes entendió, se lograría su objetivo de alcanzar la senda de planeo rápidamente. Si bien los pilotos podían usar esta técnica para reducir la velocidad de sus aeronaves, la técnica estaba prohibida si todavía estaban en el aire. Más allá del rango de BETA-TIERRA estaba el rango de BETA-REVERSA, que cambiaba el paso de la hélice a reversa. El paso de reversa se usaba generalmente mientras la aeronave rodaba en la pista durante el aterrizaje. Entrar en este rango en el aire produciría fuerzas de arrastre masivas en la aeronave y pondría en peligro el vuelo y la de todos a bordo. Para evitar un despliegue accidental del rango de BETA-REVERSA, la aeronave estaba equipada con un tope secundario, una característica de seguridad específica que estaba regulada por el solenoide de ralentí de vuelo.: 29–32 
Sin embargo, dicha característica específica podría verse anulada por una falla de diseño dentro de la aviónica de vuelo del Fokker 50. Fokker reconoció que al bajar el tren de aterrizaje podría producir una interferencia electromagnética dentro de las unidades anti-deslizamiento de la aeronave, haciendo que la aeronave pensara que las ruedas estaban girando, lo que indicaba que la aeronave ya había aterrizado y estaba rodando en la pista de aterrizaje, durante un período de 30 microsegundos. El breve fallo activó los solenoides de ralentí de vuelo y los engañó haciéndoles pensar que la aeronave estaba rodando sobre la pista, lo que provocó que abrieran temporalmente la función de estacionamiento secundario durante 16 segundos.: 40–41, 48–49 
Cuando el avión estaba a punto de aterrizar, los pilotos bajaron el tren de aterrizaje y configuraron el avión, se produjo una interferencia electromagnética y esto, a su vez, activó los solenoides de ralentí de vuelo, desactivando el tope secundario. El capitán Poeckes posiblemente estaba preocupado por el poco tiempo para aterrizar y su altitud demasiada alta, esto provocó que agarrará de la palanca de potencia aún más hacia atrás desde el rango  BETA-TIERRA hasta el rango de BETA-REVERSA para capturar la senda de planeo más rápido. Normalmente, el tope secundario habría evitado que la palanca de velocidad entrara en el rango de BETA-REVERSA, pero como la activación de 16 segundos todavía estaba vigente, se activó el empuje inverso.: 40–41, 48–49 
La activación del sistema de reversa en pleno vuelo provocó dificultades para controlar el avión. La velocidad de la hélice aumentó peligrosamente de repente  y produjo un sonido lo suficientemente fuerte como para desorientar a los pilotos. La velocidad aerodinámica se redujo y el avión entró en pérdida, perdiendo altitud rápidamente. Los pilotos intentaron recuperar la aeronave cortando el flujo de combustible a los motores, pero el avión continuó cayendo en picada hacia el suelo. En un último intento, trataron de planear lo más lento posible para evitar un impacto violento. Sabían que el sistema de reversa se había desplegado en pleno vuelo, pero no pudieron rectificar el problema. : 40–41, 48–49 

### Defecto de diseño del Fokker 50
Fokker ya tenía conocimiento del posible fallo del sistema de estacionamiento secundario provocado por el avión en 1988. La causa del fallo se identificó durante actividades de mantenimiento en las que se descubrió que el efecto de encendido del sistema anti-deslizamiento del Fokker 50 era el culpable. Sin embargo, debido a la baja probabilidad de que se produjera tal incidente, Fokker pensó que no era necesario tomar medidas correctivas inmediatas. Para que se produjera el reinicio, debían cumplirse las siguientes condiciones:
- El tren de aterrizaje debe estar bajado
- Las unidades anti-deslizantes deben estar alimentadas por energía y los bloqueos del tope secundario abiertos durante 16 segundos.
- La palanca de potencia debe estar por debajo de la posición de ralentí en vuelo y los pilotos tienen que levantar el selector de rango BETA-TIERRA (se considera que no es normal).
- Dentro del plazo de 16 segundos, los pilotos deben continuar bajando la palanca de empuje.[3]: 48

En diciembre de 1994, Fokker comunicó los hallazgos a todos los operadores de la aeronave, incluida Luxair.: 49–50 
Fokker había intentado modificar sus unidades anti-deslizamiento. En 1992, se emitió un boletín de servicio no vinculante, en el que se indicaba a los usuarios que  llevarán sus flotas de Fokker F50 para una modificación voluntaria de sus unidades anti-deslizamiento, lo que evitaría que se produjeran tales fallos. Se habían entregado varios Fokker F50 a la compañía para que se sometieran a modificaciones, pero el Fokker F50 del vuelo 9642 de Luxair no estaba entre el listado de aeronaves modificadas de Fokker, ya que no era obligatorio para los operadores enviar sus aviones para  modificar el diseño y actualizarlo.: 49 

## Causa
En diciembre de 2003, la Administración de Investigaciones Técnicas de Luxemburgo (AET) publicó el informe final, en el que se concluía que la causa del accidente era la siguiente:

"La causa inicial del accidente es la aceptación por parte de los pilotos de continuar con la aproximación a pesar de no estar preparados para aterrizar en ese momento y no haber realizado correctamente una aproximación fallida, es decir, la mala preparación de una maniobra de aproximación fallida, lo que llevó a los pilotos realizar una serie de procesos improvisados que terminaron en la desactivación del tope primario de las palancas de potencia activando el modo BETA-TIERRA y en consecuencia el modo BETA-REVERSA que condujeron a una pérdida irreversible del control." : 61–62 

—  Administración de Investigaciones Técnicas de Luxemburgo (AET)

El accidente también contribuyó los errores en la implementación de una recomendación de seguridad por parte de Fokker había hecho a los operadores que utilizaban el Fokker 50.
El accidente afectó significativamente a todos las aeronaves Fokker 50 que operaban en Luxemburgo. Casi dos semanas después del accidente,  el descubrimiento de la falla del dispositivo de seguridad secundario para evitar que la velocidad cambiará al entrar en el rango de BETA-REVERSA, las autoridades decidieron cambiar los boletines de servicio emitidos al respecto de las unidades anti-deslizamiento de ser voluntarias a ser obligatorias. En mayo de 2003, las autoridades holandesas anunciaron que las modificaciones serían obligatorias. Todos los Fokker 50 en Luxemburgo fueron sometidos a una modificación obligatoria en el sistema de control anti-deslizamiento y deberían cambiarse en consecuencia después de noviembre del 2003. AET también recomendó a Fokker que realizara una revisión del diseño actual de la aeronave, ya que un defecto dentro de la aeronave podría amenazar la seguridad de los vuelos del Fokker 50.: 63–64 

## Dramatización
Este accidente fue presentado en un episodio de la vigesimocuarta temporada de la serie de televisión canadiense Mayday: catástrofes aéreas, titulado «Cambio de opinión».